# Катастрофа бомбардировщика Halifax V9977
Катастрофа бомбардировщика «Галифакс» с заводским номером V9977 произошла в долине реки Уай между 16:20 и 16:30 7 июня 1942 года. Самолёт Королевских ВВС, переоборудованный в летающую лабораторию по испытанию и отладке новейших бортовых радиолокационных станций, загорелся в полёте, разрушился в воздухе и рухнул на землю близ деревни Уэлш-Бикнор. Погибли все находившиеся на борту: экипаж из пяти человек и шесть инженеров — разработчиков РЛС. Среди погибших был ведущий конструктор компании EMI, отвечавший за запуск в серийное производство первой РЛС обзора земной поверхности H2S Алан Блюмлейн — крупнейший британский схемотехник своего времени, разработчик системы стереофонической грамзаписи и британской национальной системы телевидения.
Проведённое по требованию Уинстона Черчилля расследование установило, что главной причиной катастрофы была халатность механика, обслуживавшего моторы V9977 за неделю до вылета. Смерть Блюмлейна было невозможно скрыть, но её обстоятельства были надолго засекречены, что породило множество слухов и спекуляций о причинах катастрофы. Публичное обсуждение истории борта V9977 началось лишь в 1970-е годы. Независимое расследование, проведённое в первой половине 1980-х годов, подтвердило основной вывод официального отчёта и опровергло ряд содержавшихся в нём фактических неточностей и ошибочных суждений о второстепенных причинах катастрофы.

## История самолёта
Тяжёлый бомбардировщик «Галифакс» модификации Mk.2B номер V9977, оснащённый четырьмя моторами «Мерлин» Mk.XX, был построен авиазаводом «Инглиш Электрик» в Престоне в сентябре 1941 года. В декабре завод передал партию из двадцати самолётов, включавшую V9977, в Королевские ВВС. В январе 1942 года V9977 поступил в распоряжение только что созданного «звена 1418» (англ. Flight 1418) — секретного авиаотряда при Институте радиолокации (англ. Radar Research and Development Establishment, RRDE). Руководители британской радиолокационной программы выбрали носителем РЛС именно «Галифакс» за бо́льший, чем у «Стирлингов» и «Ланкастеров», объём фюзеляжа, позволявший экспериментировать с расстановкой аппаратуры. В январе — марте головной авиазавод «Хендли Пейдж» переоборудовал V9977 в летающую лабораторию для испытаний опытной РЛС кругового обзора земной поверхности. Под фюзеляжем, на месте нижней оборонительной турели, установили каплевидный обтекатель антенны РЛС. 27 марта V9977 перелетел на тогдашнюю базу «звена 1418» — аэродром Хёрн, где начался монтаж аппаратуры, а две недели спустя Институт получил второй, однотипный, «Галифакс» номер R9490.
В Хёрне на прибывший первым V9977 смонтировали прототип H2S — наиболее перспективной РЛС на разработанных Институтом магнетронах. R9490 предназначался для испытаний запасного варианта на клистронах производства EMI. Выбор между двумя типами генераторных ламп был предметом политических споров в течение всей первой половины 1942 года. Магнетроны были более эффективны и благодаря цельнометаллической конструкции практически неразрушаемы. При гибели самолёта-носителя на вражеской территории немцы легко получили бы доступ к новейшей технологии, поэтому британское руководство опасалось передавать её в авиацию.
Лётные журналы авиабаз утрачены, но хронология полётов V9977 и R9490 косвенно прослеживается по сохранившимся записям Роналда Хеймана — гражданского сотрудника Института, проводившего предполётную проверку самолётов. 16 апреля 1942 года V9977 совершил первый испытательный полёт, который пришлось прервать из-за отказа бортовых электрогенераторов, питавших РЛС. Второй полёт, 17 апреля 1942 года, продемонстрировал работоспособность магнетронной установки при высоте полёта 2400 м. 23, 27 и 28 апреля V9977 проходил предполётную проверку и, предположительно, совершал испытательные полёты. Затем последовал трёхнедельный перерыв, связанный с подготовкой к перебазированию отряда из Хёрна на авиабазу Деффорд. За это время Институт радиолокации был реорганизован в Институт дальней связи (англ. Telecommunication Research Establishment, TRE), а его авиаотряд получил собственное имя — «Авиаотряд дальней связи» (англ. Telecommunication Flying Unit, TFU). По мнению инициаторов переезда, база Хёрн была слишком уязвима для нападения германских диверсантов; расположенный в глубине острова, близ границы Англии и Уэльса, Деффорд казался намного безопаснее. Британцы на собственном опыте знали, что такой налёт может быть успешным для неприятеля: 27—28 февраля 1942 года британские десантники захватили на французской территории немецкую РЛС ПВО «Вюрцбург» и вывезли её начинку в Англию. 17, 18 и 19 мая V9977 проходил предполётную проверку в Хёрне, а между 20 и 26 мая оба самолёта перелетели в Деффорд; перебазирование наземного персонала началось 17 мая и завершилось 24 мая. Навязанный руководству авиаотряда сверху переезд прервал программу испытаний и послужил одной из косвенных причин, приведших к гибели V9977.
Другой косвенной причиной были врождённые дефекты конструкции самолёта. Формально весной 1942 года «Галифакс» считался новейшим бомбардировщиком (первая серийная машина была выпущена в октябре 1940 года), однако по сравнению с проектировавшимся одновременно с ним «Ланкастером» он уже устарел морально и технически. Машина имела слишком много конструктивных недостатков. Рабочие места экипажа были неудобными, а расположение приборов и органов управления — просто опасным. Пульт управления подачей топлива располагался далеко позади кресел пилотов, а аварийные топливные краны, которые следовало перекрывать при вынужденной посадке, — в центроплане. Мощности моторов не хватало на гарантированный разгон при взлёте с полной бомбовой нагрузкой, но сами по себе моторы «Мерлин» были не просто надёжны — это были лучшие моторы королевских ВВС. Намного опаснее была ненадёжность управления «Галифаксов», отмеченная ещё при испытаниях опытных машин: рыскание при разгоне на земле и неэффективность рулей направления на малых скоростях, в крутых виражах и при асимметричной тяге. В первый год эксплуатации произошло несколько катастроф, однозначно связанных с конструктивными недостатками рулей направления, но сущность этих недостатков и способы их исправить были установлены лишь в 1943 году. В критических ситуациях, связанных с отказами рулей направления, «Галифакс» мог спасти лишь опытный пилот с отточенными навыками пилотирования именно этого самолёта. У пилотов секретного авиаотряда таких навыков не было: они слишком редко поднимались в воздух. Командир V9977 Беррингтон был опытным пилотом с налётом 3300 часов в гражданской авиации, 2000 часов в военной и около 1050 часов в частях специального назначения, но за штурвалом «Галифакса» он провёл лишь 14 часов. Налёт самого V9977 от передачи заводом до катастрофы составил всего 64 часа.
В последнюю неделю мая 1942 года V9977 прошёл тридцатичасовое регламентное обслуживание, включавшее в себя регулировку клапанных зазоров. Один из моторов «Мерлин», отработавший всего 20 часов, по неизвестным причинам заменили на мотор производства «Паккард». Затем последовали два благополучных испытательных полёта. Результаты последнего из них, 3 июня 1942 года, оказались настолько успешными, что научный руководитель радиолокационной программы компании EMI Алан Блюмлейн добился от руководства TRE разрешения на личное участие в опытном полёте на V9977, чтобы убедиться в работоспособности радара, созданного «конкурирующей фирмой». Блюмлейн, будучи прирождённым системным инженером, консультировал конструкторов Института и непосредственно отвечал за подготовку серийного производства H2S на заводах EMI, но ядро этой РЛС — магнетрон и антенны — были разработаны не EMI, а государственным Институтом дальней связи, а гидравлический привод антенн — независимой компанией Nash-Thomson. В пятницу 5 июня Блюмлейн подал в патентное ведомство последнюю в своей жизни заявку на изобретение и вместе со своими подчинёнными инженерами Сесилом Брауном и Фрэнком Блайтеном выехал из Лондона в Деффорд. На следующий день, в субботу 6 июня, инженеры Института связи во главе с Бернардом Лавеллом выполнили на V9977 благополучный испытательный полёт; короткий ознакомительный вылет группы Блюмлейна был назначен на 7 июня.

## Крушение
Воскресенье 7 июня 1942 года выдалось идеальным днём для полётов. В течение всего дня стояла солнечная погода, видимость достигала 28 км, скорость ветра на уровне земли не превышала 16 км/ч. По утверждённому Блюмлейном плану V9977 должен был подняться в воздух утром, но из-за задержек с настройкой и запуском оборудования взлёт отложили на послеобеденное время. Основной задачей полёта было выполнение фотофиксации изображения на экране H2S с одновременной аэрофотосъёмкой местности для последующей калибровки РЛС. Планировавшийся маршрут полёта достоверно неизвестен. Обычная зона полётов V9977 располагалась к северу от Деффорда, в долине Северна между Глостером и Киддерминстером, но 7 июня испытателям требовались новые, крупные и легко различимые наземные «цели». Поэтому, по мнению Уильяма Слея, маршрут полёта должен был проходить к юго-западу от Деффорда, над плотно застроенными Кардиффом и Ньюпортом и над эстуарием Северна. Этому предположению не противоречат ни выбранное Беррингтоном направление взлёта, ни показания очевидцев на земле. Нормальная высота полёта без кислородного оборудования не должна была превышать 3300 м, по условиям военного времени полёт должен был проходить в режиме радиомолчания.
Получив разрешение на взлёт, Беррингтон принял на борт шестерых пассажиров — трёх специалистов EMI во главе с Блюмлейном, одного гражданского и двух военных специалистов Института дальней связи (по утверждениям Сэмуэла Каррена и Бернарда Лавелла, на борту V9977 должны были лететь именно они, но оба уступили места Блюмлейну и его коллегам). После того, как самолёт завершил руление к началу взлётно-посадочной полосы, Беррингтон выполнил регламентную проверку оборудования, обнаружил очередной отказ электропитания локатора и запросил помощь наземного персонала. Немедленно прибывшие на место Хейман и заведующий мастерскими аэродрома Мозли быстро исправили разъём и восстановили бортовое питание. Они стали последними людьми, видевшими членов экипажа и пассажиров V9977 живыми.
В 14:50 местного времени V9977 оторвался от земли и начал нормальный набор высоты. При штатном режиме работы двигателей, горизонтальной скорости 240 км/ч и вертикальной скорости 1 м/с самолёт должен был достичь потолка 3300 м над Глостером и затем, предположительно, продолжить полёт на юго-запад вдоль эстуария Северна и вернуться бы на базу к 17 часам. Фактический маршрут полёта остался неизвестным: в течение всего полёта экипаж соблюдал радиомолчание, а разрозненные показания свидетелей на земле полной картины не прояснили. Существуют устные свидетельства о том, что незадолго до крушения V9977 передал на базу сигнал бедствия, но они не подтверждаются ни журналами радиопереговоров, ни показаниями персонала базы. Достоверно известно, что около 16:10 местного времени самолёт был замечен над деревней Коулфорд, расположенной примерно в 25 км к западу от Глостера. Самолёт летел в юго-западном направлении, его крайний правый мотор дымил. Вероятно, Беррингтон обнаружил пожар, когда V9977 летел над холмистым лесом Дина. Возвращение на базу было невозможно, а пригодные для вынужденной посадки равнины находились к югу, в низовьях Северна, и к северу, за рекой Уай. Беррингтон выбрал направление на север; V9977 потерпел крушение, не долетев около 6 км до ближайшего ровного поля.
Около 16:20 горящий V9977 был замечен близ деревни Уэлш-Бикнор, примерно в семи километрах к северу от Коулфорда. Спустя сорок лет после катастрофы её основной свидетель, фермер Онсло Кёрби, рассказал, что самолёт прошёл с выпущенными шасси буквально в двадцати футах (6 м) над верхушками деревьев, что росли на холмистом южном берегу реки Уай. Правое крыло было объято пламенем так, что с земли было невозможно определить, какой именно из двух моторов был источником пожара. Миновав вершину холма, возвышавшуюся на 97 м над уровнем реки, медленно летевший самолёт продолжил горизонтальный полёт курсом на север. Когда V9977 пересекал русло реки, на высоте около 100 м, горящее правое крыло отделилось от фюзеляжа. Потерявший управление самолёт перевернулся в воздухе на 180° и почти отвесно упал на землю в 40 м от северного берега реки и примерно в 120 м от самого Кёрби. Вслед за фюзеляжем, чуть ближе к берегу, упало отделившееся крыло. При ударе самолёт взорвался, все находившиеся на борту погибли.
Бернард Лавелл, ожидавший возвращения V9977 на базе, получил первые известия о катастрофе через три часа, в 19:15. Полтора часа спустя на место крушения выехал импровизированный поисковый отряд. Его целью был не поиск погибших (найти кого-либо в живых надежды не было), но розыск находившегося на борту секретного оборудования. Уже в первом часу ночи Лавелл вернулся в Деффорд с собранными обломками; как и ожидалось, магнетрон, несмотря на удар, взрыв и пожар, сохранил узнаваемый облик. Поиск и опознание тел отложили на утро 8 июня. В ночь с 7 на 8 июня военные власти взяли район крушения под усиленную охрану и засекретили все обстоятельства гибели пассажиров V9977. Режим секретности был настолько жёстким, что даже в военных архивах не сохранилось ни одной фотографии с места катастрофы. Вероятно, что все негативы и отпечатки, сделанные уполномоченными фотографами, были уничтожены вскоре после завершения расследования.
Тела погибших были захоронены 13 июня после панихиды в лондонском крематории Голдерс-Грин. Факт смерти Блюмлейна и его коллег не скрывался, но обстоятельства смерти разглашению не подлежали. В опубликованном 10 июня в Daily Telegraph некрологе Блюмлейна причина смерти «при исполнении обязанностей» названа не была; в опубликованных днём позже некрологах Блайтена и Брауна был упомянут «несчастный случай». Лишь одна лондонская газета в короткой заметке прямо связала смерть Блюмлейна с секретными исследованиями EMI, тем самым поставив под удар лондонские лаборатории компании.

## Результаты расследования
РЛС H2S была предметом особого внимания Уинстона Черчилля. 7 июня в письме госсекретарю по авиации Арчибальду Синклеру премьер-министр, ещё не знавший о катастрофе V9977, требовал ускорить производство опытной серии РЛС и начать её боевое применение осенью 1942 года. Узнав о гибели Блюмлейна, Черчилль потребовал от командующего КВВС Чарлза Портала объяснений — почему гибнут «Галифаксы» и почему погиб именно этот «Галифакс». 13 июня главком передал Черчиллю отпечатанный в единственном экземпляре предварительный отчёт, а 1 июля 1942 года следственная комиссия при КВВС утвердила окончательное заключение о причинах катастрофы — «Отчёт об авиационном происшествии W-1251», рассекреченный лишь в 1992 году. Составленный в спешке отчёт содержал слишком много фактических ошибок и неверных предположений, чтобы считаться надёжным источником. Наименее спорные, не вызывающие сомнений современных авторов положения отчёта касаются причин и развития пожара на борту V9977.
По заключению следствия, опиравшегося на отчёт экспертов «Роллс-Ройс», непосредственной причиной катастрофы стала халатность механиков, проводивших обслуживание моторов V9977 в последнюю неделю мая. При регулировке клапанного механизма мотора номер 4 один из механиков не затянул самоконтрящую гайку, удерживавшую в седле один из впускных клапанов. В полёте под воздействием вибрации незатянутая гайка постепенно откручивалась. Когда биения клапана, лишённого штатного крепления, превысили предел конструктивной прочности, стержень клапана переломился. С каждым рабочим циклом поршень выдавливал раскалённые газы через седло разбитого клапана во впускной коллектор и поджигал топливно-воздушную смесь в нём. Аварийные заслонки, перекрывавшие впускной коллектор при детонации, на систематически повторяющиеся вспышки рассчитаны не были. Не более чем через три секунды после разрушения клапана заслонки расплавились, и топливно-воздушная смесь сдетонировала во всём объёме коллектора, что привело к его катастрофическому разрушению.
Так как топливный насос продолжал подавать бензин в очаг пожара, то вскоре огонь объял весь мотор. Неизвестно, сработал ли установленный на моторе самосрабатывающий огнетушитель, но справиться с пожаром такого масштаба он не мог. Примерно через тридцать секунд после воспламенения огонь разрушил переборку, отделявшую мотор от крыла, в котором находились шесть топливных баков с примерно 3400 л бензина. После воспламенения ближайших к четвёртому мотору баков номер 5 и 6 огонь охватил расположенный в корне крыла бак номер 2, служивший также силовым элементом набора крыла. Воспламенение топлива в баке номер 2 привело к разрушению лонжерона и отделению крыла.
Авторы отчёта W-1251 сделали ошибочное, по мнению позднейших исследователей, предположение о том, что Беррингтон усугубил положение, попытавшись перезапустить горящий четвёртый мотор (именно он приводил в действие электрогенератор бортовой РЛС). С точки зрения экспертов «Роллс-Ройс» такие действия пилота были немыслимы. В действительности для предотвращения разрастания пожара экипажу следовало за тридцать секунд, во-первых, распознать неполадку четвёртого мотора и, во-вторых, перекрыть подачу топлива к нему. Первым признаком проблемы должно было стать рыскание самолёта из-за падения тяги повреждённого мотора. После визуального обнаружения ещё слабого дымления пилоту следовало скорректировать положение рулей, зафлюгировать воздушный винт четвёртого мотора и отдать приказ бортмеханику на отключение четвёртого мотора от топливной магистрали — для чего бортмеханику потребовалось бы пройти по заставленному аппаратурой фюзеляжу к центроплану. Однако квалифицированного бортмеханика на борту V9977 не было: его обязанности исполнял техник наземного обслуживания, только готовившийся получить лётную специальность. Сумел ли он перекрыть подачу топлива или нет — неизвестно.
Ни одного прямого виновника катастрофы следствие не установило. Не было предъявлено и каких-либо требований по исправлению очевидных к этому времени конструктивных недостатков «Галифаксов». Вызвавшие много кривотолков вопросы о том, мог ли кто-либо из экипажа воспользоваться парашютами, и были ли на борту парашюты для пассажиров-исследователей, остались без ответа. Косвенным ответом на второй из этих вопросов стала директива Черчилля о том, что все самолёты КВВС должны иметь на борту запас парашютов на всех перевозимых пассажиров.
4—5 июля политическое руководство приняло решение о запуске мелкосерийного производства H2S на мощностях EMI. К декабрю 1942 года компания должна была выйти на уровень 50 РЛС в месяц, а всего до конца 1942 года требовалось собрать 200 комплектов; монтаж оборудования на самолёты был поручен Институту дальней связи. РЛС должны были строиться на магнетронах по схеме, разработанной и отлаженной Блюмлейном (альтернативная схема, разработанная Институтом, существовала лишь в виде недокументированного макета). Фактически за 1942 год британцы сумели собрать лишь 61 РЛС, из них лишь 11 были установлены на самолёты (всё те же «Галифаксы»). 12 января 1943 года КВВС дало добро на их боевое применение, и в ночь с 30 на 31 января 13 укомплектованных машин отправились в рейд на Гамбург.

## Предание огласке
1 июня 1977 года, в тридцать пятую годовщину катастрофы, на лондонском доме Блюмлейна появилась типовая мемориальная доска. Речь о Блюмлейне, которую произнёс на церемонии открытия Алан Ходжкин, стала катализатором общественной дискуссии о событиях 1942 года. Научное сообщество вновь «открыло» для себя полузабытого героя, память о котором сохранялась лишь в узком сообществе звукоинженеров и конструкторов звуковой аппаратуры; научные и отраслевые журналы активно публиковали мемуары и биографические очерки о Блюмлейне и его товарищах.
22 сентября 1977 года редакция New Scientist опубликовала призыв к рассекречиванию обстоятельств смерти Блюмлейна, отразивший ходившие в научной среде слухи: «Официальная версия гласит, что разбившийся самолёт испытывал радар H2S. Но если так, почему он летел так низко? Возможно, дело было в том, что самолёт испытывал вовсе не радар … но изобретённый Блюмлейном высотомер, основанный на измерении электрической ёмкости Земли. Такой высотомер мог быть точным лишь на малых высотах … вероятно, в последнем полёте высота оказалась слишком мала». Лавелл немедленно опубликовал опровержение и изложил свою версию катастрофы, но полной картины происшедшего не знал и он. Затем в прессе появились упоминания об архиве негласной информации о катастрофе, который якобы накопил биограф Блюмлейна Фрэнсис Пол Томсон. Томсону было уже за семьдесят, и коллеги всерьёз опасались за судьбу его архива. Позже, в 1998 году, опасения подтвердились: Томсон умер, так и не написав биографии Блюмлейна, а его архив был утрачен. После вспышки интереса в прессе в 1977—1978 годах наступило затишье; эпизодические публикации о Блюмлейне возобновились лишь в конце 1981 года.
Тогда же, в первую половину 1980-х годов независимое, полуофициальное расследование событий сорокалетней давности провёл историограф Королевского института связи и радиолокации, а в прошлом военный пилот и инженер-двигателист Уильям Слей. Слей не имел доступа ко всё ещё засекреченным материалам следствия, но сумел разыскать и подробно опросить ещё живых свидетелей катастрофы, сотрудников Института связи и инженеров «Роллс-Ройс», составивших экспертное заключение о причинах пожара. Слей, как и эксперты «Роллс-Ройс», считал непосредственной причиной гибели V9977 халатность наземного персонала. Второстепенными факторами, усугубившими исход катастрофы, по мнению Слея, было согласие Беррингтона принять на борт шестерых пассажиров, его решение взлетать, не имея на борту достаточного запаса парашютов, и нечёткие должностные инструкции, допускавшие такие нарушения. Благодаря Слею было окончательно отвергнуто сделанное авторами отчёта W-1251 предположение о том, что Беррингтон невольно усугубил положение, пытаясь перезапустить горящий четвёртый мотор.
Работа Слея дала окончательный, убедительный ответ на вопросы о катастрофе, но сам Слей, связанный обязательствами государственной службы, публиковать её не планировал. Его отчёт, отпечатанный ограниченным тиражом в 1987 году, был засекречен до начала 1990-х годов и по состоянию на 2013 год по-прежнему находится под грифом «для служебного пользования». Первым рецензентом работы Слея ещё в 1985 году стал Лавелл, который и опубликовал основные выводы отчёта. Полную его версию обнародовал в 1991—1992 годы сам Слей. В 1991 году он начал кампанию за установку мемориала погибшим на территории полуразрушенного замка Гудрич, расположенного примерно в двух километрах от места катастрофы. Управлявшее замком агентство затребовало документы о событиях 1942 года, и лишь тогда Слей постепенно предал огласке результаты своего расследования. Мемориальный витраж в память о всех семидесяти трёх погибших в 1936—1976 годы испытателях бортовых РЛС, выполненный по эскизам Слея и его супруги, был открыт в день пятидесятилетия катастрофы, 7 июня 1992 года.

## Комментарии
1. ↑  «Миллеровский интегратор» (ошибочно «интегратор Миллера»), названный так по основному принципу действия — использованию эффекта Миллера. Патент Великобритании 580527, опубликован 11 сентября 1946 года с приоритетом от 5 июня 1942 года[19]. Две недели спустя за ней последовала другая, посмертная, заявка, подписанная женой Блюмлейна[23].